# Бальштедт
Бальштедт (нім. Ballstedt) — громада в Німеччині, розташована в землі Тюрингія. Входить до складу району Ваймарер-Ланд. Складова частина об'єднання громад Нордкрайс-Ваймар.
Площа — 3,34 км2. Населення становить 288 ос. (станом на 31 грудня 2021).

## Галерея

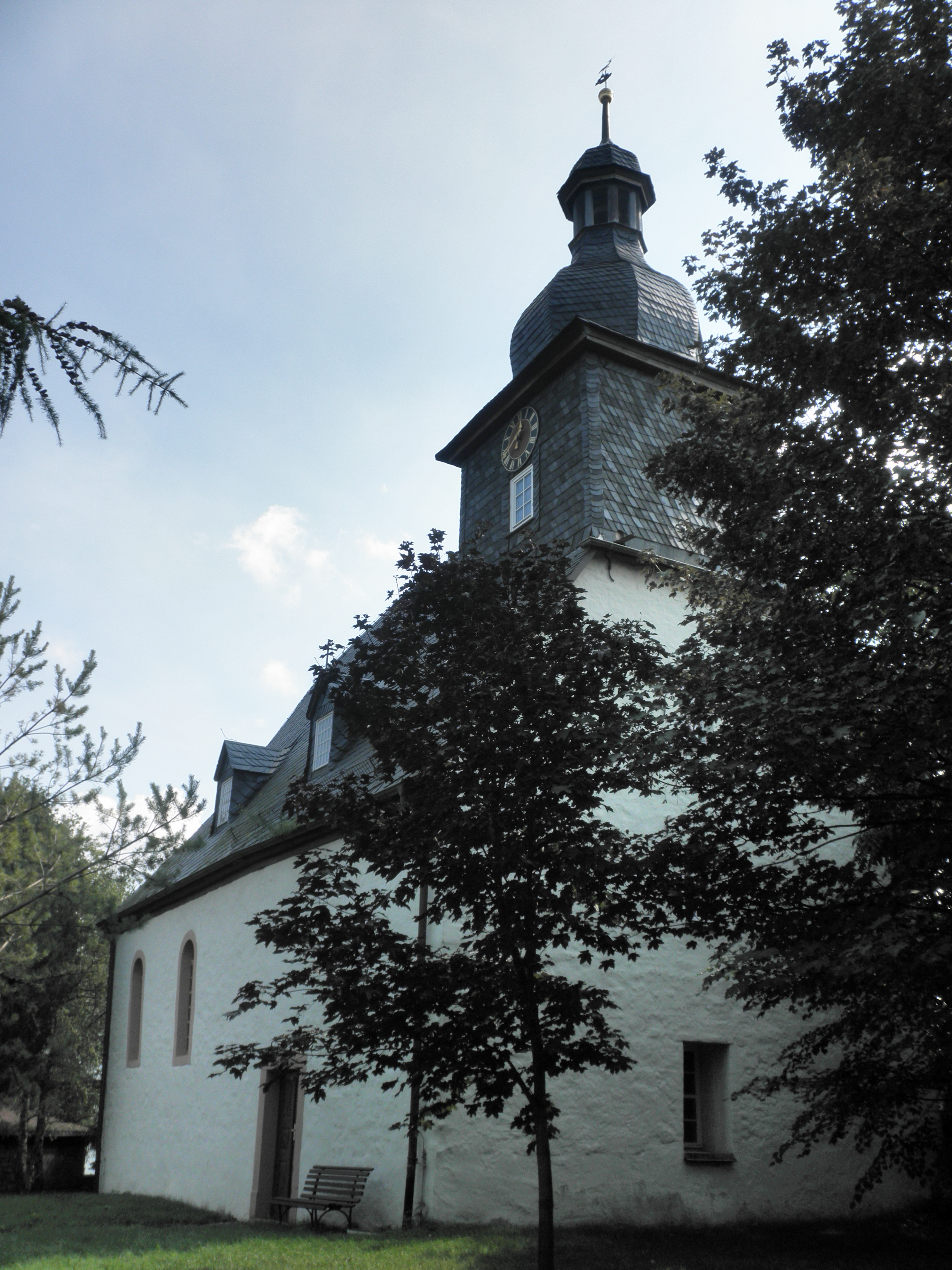
links
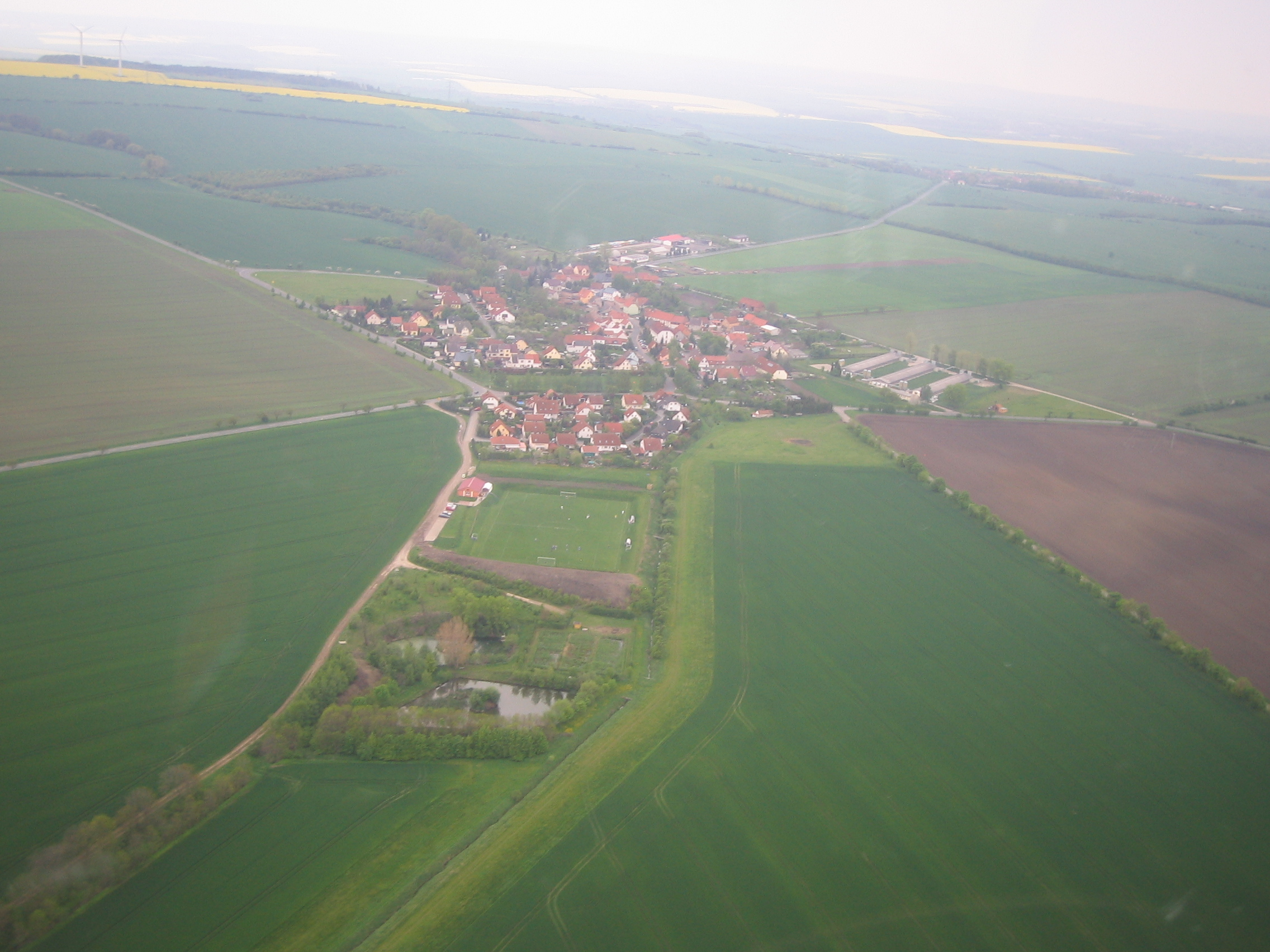